# عبد الصمد بن أحمد البزاز
عبد الصمد بن أحمد بن محمد بن العباس أبو نصر البزاز، الفقيه المحدث الأنصاري البغدادي، ولد في بغداد سنة 564هـ/ 1169م، وسمع الحديث النبوي من أبي القاسم ذاكر بن كامل الخفاف، وأبي الفرج عبد المنعم بن عبد الوهاب.

## وفاته
توفى في بغداد ليلة 13 شعبان سنة 625 هـ/1228م، ودفن في المقبرة الوردية ببغداد.